# Mario Bettinotti
Mario Bettinotti (La Spezia, 19 marzo 1884 – Genova, 2 dicembre 1967) è stato un politico e giornalista italiano.

## Biografia
Esponente del Partito Socialista Italiano, nel 1902 fondò il Circolo giovanile socialista di La Spezia e successivamente iniziò a collaborare presso la redazione del quotidiano Il Lavoro; sindaco di Sampierdarena dal 1914 al 1920, durante la Resistenza entrò a far parte del CLN di Bolano.
Massone, membro del Grande Oriente d'Italia, nel 1925 fu presidente della Loggia di Genova del 4º grado del Rito scozzese antico ed accettato.
Alle elezioni amministrative del 1946 è stato eletto per il consigliere comunale a Genova, tra le liste del PSIUP con 12.816 preferenze (dietro Vannuccio Faralli, Alfredo Poggi e Gaetano Barbareschi).
Dopo l'abbandono del PSI, in occasione delle elezioni politiche del 1948 è stato eletto alla Camera nelle file di Unità Socialista, ricevendo 10.503 preferenze.
Alle elezioni politiche del 1953 è stato rieletto per il PSDI con 7.943 preferenze, in seguito all'opzione di Paolo Rossi per il collegio unico nazionale. Terminò il mandato nel 1958.

## Opere
- Vent'anni di movimento operaio genovese (1932)